# Аккаржа
А́ккаржа — вузлова вантажно-пасажирська залізнична станція Одеської дирекції Одеської залізниці на перетині ліній Одеса-Застава I — Арциз та Аккаржа — Чорноморськ-Порт.
Розташована в межах селища Великодолинське Одеського району Одеської області.
Сусідні станції: Ксенієве (10,5 км), Барабой (10 км) та Чорноморськ-Порт (7,4 км).

## Історія
Станцію відкрито 1917 року.
1973 року електрифікована змінним струмом у складі дільниці Одеса-Застава I — Бугаз.

## Пасажирське сполучення
На станції зупиняються електропоїзди сполучення Одеса — Білгород-Дністровський — Одеса-Головна, Одеса — Кароліно-Бугаз — Одеса та потяги далекого сполучення:
- № 135/136 «Чорномор» Чернівці — Білгород-Дністровський (маршрут потяга подовжується з травня по вересень);
- № 145/146 «Дунай» Київ-Пасажирський — Ізмаїл (цілий рік, щоденно).

Станом на літо 2017 року на станції зупинявся потяг № 287/288 Чернігів —
Білгород-Дністровський. До 9 грудня 2017 року курсував потяг № 685/686 Одеса-Головна — Ізмаїл, якому скорочено маршрут від Ізмаїлу до станції Білгород-Дністровський.
Сполучення із містом Чорноморськ здійснюється маршрутним таксі № 7.